# Torsten Flassig
Torsten Flassig (* 1987 in Brandenburg an der Havel) ist ein deutscher Schauspieler und Hörspielsprecher.

## Leben
Torsten Flassig schloss seine Schulausbildung 2007 mit dem Abitur ab. Von 2009 bis 2013 studierte er Schauspiel an der Hochschule für Musik und Theater Rostock in Rostock. Während seines Studiums spielte er am Volkstheater Rostock und war Stipendiat der Studienstiftung des Deutschen Volkes.
Ab der Spielzeit 2013/14 war er am Schauspielhaus Bochum engagiert, wo er mit Roger Vontobel, Stephan Kimmig, Jan Neumann und Anselm Weber arbeitete. Er spielte während seines Bochumer Engagements u. a. den Giselher in Die Nibelungen, Telegin in Onkel Wanja, Trofimov in Der Kirschgarten, die Titelrolle in Don Karlos und Hans Miklas in Mephisto. 2016 wurde er mit dem Bochumer Theaterpreis in der Kategorie »Nachwuchs« ausgezeichnet. 2017 verkörperte er am Schauspielhaus Bochum den Romeo in der Romeo und Julia-Inszenierung von Marius von Mayenburg.
Seit der Spielzeit 2017/18 ist er festes Ensemblemitglied am Schauspiel Frankfurt. Er trat dort in Regiearbeiten u. a. von Julia Hölscher, Ulrich Rasche, Jan-Christoph Gockel, Lisa Nielebock, Mateja Koležnik, Nuran David Calis, Jan Bosse und Timofej Kuljabin auf. In der Spielzeit 2019/20 war Flassig am Schauspiel Frankfurt als Kassandra in Die Orestie zu sehen. In der Spielzeit 2021/22 war er in Neuinszenierungen der Prinz Philipp in Yvonne, die Burgunderprinzessin von Witold Gombrowicz und der Eheman Jörgen Tesman in Hedda Gabler. In der Spielzeit 2021/22 spielte er außerdem, an der Seite von Heiko Raulin, Manja Kuhl und Marta Kizyma, den verarmten Hauptmann Otto in einer Bühnenfassung von Goethes Roman Die Wahlverwandtschaften. In der Spielzeit 2022/23 folgten der Telegin in Onkel Wanja in einer Neuinszenierung des Ibsen-Dramas von Jan Bosse und der Macduff in Macbeth in einer Neuinszenierung von Timofej Kuljabin. 2024 trat er am Schauspiel Frankfurt mit Liedern von Georg Kreisler auf.
Flassig übernimmt gelegentlich auch Film- und Fernsehrollen. Er hatte Episodennebenrollen in den Krimiserien Rentnercops (2020, als tatverdächtiger Geldbetrüger) und Der Staatsanwalt (2023, als Chefbuchhalter Dirk Maschke). In der 10. Staffel der ZDF-Krimiserie Ein Fall für zwei (2024) übernahm er eine Episodenhauptrolle als Kriminalhauptkommissar Philip Degner.
Flassig ist regelmäßig beim Hessischen Rundfunk, beim SWR und bei arte als Sprecher für Hörspiele, Hörbücher, Features und Dokumentarfilme tätig. Er lebt in Frankfurt am Main.

## Filmografie (Auswahl)
- 2020: Rentnercops: Böse Menschen haben keine Lieder (Fernsehserie, eine Folge)
- 2023: Der Staatsanwalt: Kontrollverlust (Fernsehserie, eine Folge)
- 2024: Ein Fall für zwei: Entzweit (Fernsehserie, eine Folge)

## Hörspiele (Auswahl)
- 2018: Martin Mosebach: Radio-Tatort: Einen Moment nicht aufgepasst – Regie: Thomas Wolfertz (Original-Hörspiel, Kriminalhörspiel – HR)
- 2019: Konstantin Küspert: The Artist's Corner: DRAMAjetzt! Sklaven leben (Torsten) – Funkfassung: Burkhard Schmid (Originalhörspiel – HR)
- 2020: Kamel Daoud: Der Fall Meursault. Eine Gegendarstellung (Der Mörder) – Bearbeitung und Regie: Ulrich Lampen (Hörspielbearbeitung – HR)
- 2021: Jane Austen: Überredung (2 Teile) (Charles Musgrove) – Regie: Christine Nagel (Hörspielbearbeitung – HR)
- 2021: Tino Kühn: Krach  (Dirk) – Regie: Ulrich Lampen (Originalhörspiel – SWR)

Quelle: ARD-Hörspieldatenbank